# Comuna Râca, Argeș
Râca este o comună în județul Argeș, Muntenia, România, formată din satele Adunați, Bucov și Râca (reședința). A fost desprinsă din comuna Popești în anul 2003.

## Așezare
Comuna se află în extremitatea sudică a județului, la limita cu județul Teleorman, într-o zonă de câmpie unde se întâlnesc vâlcelele Purcarului și Bucovului, pe malul drept al râului Teleorman. Este străbătută de șoseaua județeană DJ679A, care o leagă spre vest de Căldăraru (unde se termină în DN65A) și spre est de Popești. La Bucov, din acest drum se ramifică șoseaua județeană DJ679F, care duce spre sud în județul Teleorman la Siliștea-Gumești și Tătărăștii de Sus.

## Componență
Comuna este formată din 3 sate: Râca, Adunați și Bucov. Comuna a fost reînființată, în componența menționată, prin Legea nr. 185/2003 privind reînființarea comunei Râca, județul Argeș, prin reorganizarea administrativ-teritorială a comunei Popești. Populația comunei înregistra, potrivit comunicării transmise de către fostul primar Ioan Teodorescu, în 16 iunie 2006, 1586 locuitori.
În conformitate cu ultimul recensământ național care face referire la dezvoltarea populației în perioada 2011-2022, comuna Râca înregistra 951 de locuitori, fiind cea mai recentă cifră oficială disponibilă.

## Toponimia localităților componente
Adunați - toponim indicând fie „un sat îngrădit, cu casele dese, apropiate una de alta” fie un sat format prin „adunarea unor oameni din diverse localități”, fenomen determinat de împroprietărirea țăranilor cu pământ.
Bucov - toponim topografic format pe baza apelativului de origine slavă buk = făget, evocând natura terenului pe care s-a constituit așezarea.
Râca - toponimul topografic desemnând aspectul terenului în care s-a format așezarea; toponimul, are, la origine, vechiul slav reka = apă curgătoare, motivat, întrucât, pe teritoriul localității, curge pârâul Bucov.

## Specific etnocultural
Arhitectura tradițională locală prezintă particularități caracteristice zonei de câmpie a Teleormanului. Locuințele vechi avea un soclu supraînălțat construit din cărămidă, suprapus de „talpa” casei, cioplită în „muchii” din lemne imense de stejar, peste care se înălțau pereții edificați din stâlpi de lemn racordați vertical la talpa și cununa casei. Aceștia sunt uniți, pe plan orizontal, prin „lăturoaie”, mai ales, din lemn de salcâm, atât spre exterior, cât și spre interior, creându-se, astfel, un spațiu între „montanții” verticali, spațiu care este umplut cu un amestec de pământ și pleavă. Majoritatea caselor aveau prispă și un plan interior bicameral, „odaia curată” și „tinda cu vatră”.
Arhitectura actuală prezintă o amplificare a planului interior al locuințelor, cu preocuparea evidentă pentru confort sporit și decorare exterioară.
Portul popular local tradițional relevă influențe ale portului popular teleormănean.
Din amplul repertoriu al folclorului coregrafic zonal, elemente de particularizare locală prezintă dansurile: Hora călugărească, Hora de la Râca, Hora din horă, Murgulețul de la Popești, Murgulețul de la Râca, Popeșteanca, Receana, Sârba călușărească, Steaua de la Bucov, Șchiopu, Țigăneasca, Zăvrăgeasca.

## Istorie
Voivodatul lui Seneslau (sec.XIII), datorită suprafeței mari (de la Olt până peste Prahova), a fost împărțit în județe care erau conduse de un pârcălab. Unul dintre județele care, în general, s-au păstrat până astăzi  este Teleormanul, din care a făcut parte și comuna Râca până în anul 1956 când a trecut în administrația județului Argeș.
Cel mai vechi sat al comunei, Balaci,  a fost întemeiat de către Badea Constantin Bălăceanu,  căpitan al lui Mircea cel Bătrân, care, pe la 1387 a primit de la acesta în dar ca răsplată  pentru faptele vitejești, o moșie  care cuprindea toată Câmpia Burzii.
Balaciul a fost  reședința Plasei  Mijlocul de Sus  în urma reformei administrative cerute de domnitorul Constantin Mavrocordat care a împărțit cele 137 de sate  în 10 plăși.
La sfârșitul secolului al XIX-lea, comuna făcea parte din plasa Teleormanului a județului Teleorman și era formată din satul Râca Veche, având 769 de locuitori, o biserică și o școală cu 55 de elevi. La acea dată, pe teritoriul actual al comunei mai funcționa în aceeași plasă și comuna Bucovul-Adunați, având 634 de locuitori în satele Bucov și Adunați-Betegi. Anuarul Socec din 1925 consemnează cele două comune în plasa Slăvești a aceluiași județ, comuna Râca având 1682 de locuitori în satele Râca și Râca Nouă, iar comuna Bucovu-Adunați având 1340 de locuitori în aceleași sate.
În 1950, cele două comune au fost arondate raionului Costești din regiunea Argeș. În 1968, ele nu au mai revenit la județul Teleorman, fiind transferate județului Argeș, și comasate în cadrul comunei Popești; tot atunci, satul Râca Nouă a fost desființat și inclus în satul Râca. În 2003, comuna Râca a reapărut, în alcătuirea actuală.

## Demografie
Componența etnică a comunei Râca
     Români (90,01%)
     Alte etnii (0%)
     Necunoscută (9,99%)
Componența confesională a comunei Râca
     Ortodocși (90,01%)
     Alte religii (0%)
     Necunoscută (9,99%)
Conform recensământului efectuat în 2021, populația comunei Râca se ridică la 951 de locuitori, în scădere față de recensământul anterior din 2011, când fuseseră înregistrați 1.271 de locuitori. Majoritatea locuitorilor sunt români (90,01%), iar pentru 9,99% nu se cunoaște apartenența etnică. Din punct de vedere confesional, majoritatea locuitorilor sunt ortodocși (90,01%), iar pentru 9,99% nu se cunoaște apartenența confesională.

## Politică și administrație
Comuna Râca este administrată de un primar și un consiliu local compus din 9 consilieri. Primarul, Georgel Burcea[*], de la Partidul Social Democrat, este în funcție din 1 noiembrie 2024. Începând cu alegerile locale din 2024, consiliul local are următoarea componență pe partide politice:
|  | Partid                    | Consilieri | Componența Consiliului | Componența Consiliului | Componența Consiliului | Componența Consiliului | Componența Consiliului | Componența Consiliului |
|  | ------------------------- | ---------- | ---------------------- | ---------------------- | ---------------------- | ---------------------- | ---------------------- | ---------------------- |
|  | Partidul Social Democrat  | 6          |                        |                        |                        |                        |                        |                        |
|  | Partidul Național Liberal | 3          |                        |                        |                        |                        |                        |                        |

## Urme ale trecutului

### Vechimea amplasării
Existența vieții umane în zona în care există astăzi comuna Râca este  atestată prin descoperirile întâmplătoare sau prin cercetări științifice.  În Valea Ghiincioaei în anul 1962 și în pădurea Bucov, au fost găsite  obiecte din paleolitic, mezolitic și neolitic constând din unelte, ceramică, arme de silex, os, topoare, pumnale ș.a.
Scriitorul Cezar Bolliac, pasionat al cercetărilor arheologice,  a publicat în anul 1858, date certe despre sistemul de cetăți preromane din Muntenia aflate pe teritoriile localităților Talpa-Netoți, Râca ( în punctul Tudora) și Orbeasca de Sus, aflate toate pe malul drept al râului Teleorman.
El a ajuns la concluzia că aceste monumente  aparțineau fortificațiilor dace scoase  de Traian din sistemul defensiv dacic după victoria de la Tapae.
Cetatea era  amplasată strategic, pe un pinten  de terasă cu dimensiunile de cca 150x120 m, mărginit de râpe adânci și abrupte din trei părți, nord, est și sud.
În perioada  comunismului, zona a fost supusă unei agriculturi intensive care a compromis într-o mare parte vestigiile existente.
În urma primei campanii de săpături arheologice la Râca-Tudoria, din septembrie 2006, desfășurată  în centrul platoului și la aproximativ 50 m către est,  arheologii au concluzionat că cetatea de la Râca nu a dispus  și de un val de pământ în scop de apărare.
S-a stabilit cu exactitate perioada istorică a existenței sistemului defensiv ca fiind etapa timpurie a celei de-a doua epoci a fierului, parte integrată sistemului de cetăți getice din sud-vestul Munteniei.

### Zidurile de la Tătărăști
Una dintre cele mai puternice și mai vechi dinastii din Țara Românească a fost cea a  Bălăcenilor întemeiată pe la 1250 de către cneazul Bălăcico.
Urmașii săi au adăugat putere și au sporit posesiunile materiale ale neamului. Constantin Bălăceanu, căpitan în oastea  lui Mircea cel Bătrân, a primit drept răsplată de la acesta suprafețe mari de teren. Un foarte bogat boier, Badea Bălăceanu, a hotărât că trebuie să facă o biserică, dar  situația politică instabilă l-a împiedicat. Dinastia a ajuns la apogeu cu  Constantin Aga Bălăceanu, mare boier de divan între 1665 și 1679, căsătorit cu fiica lui Șerban Cantacuzino care l-a numit în funcții importante. Pe la 1748, proprietar al moșiei Tătărăștilor era Hrizea Bălăceanu care i-a dat moșia sorei lui, Zoița. Curtea boierească din Tătărăști a fost construită de ea și soțul său, Anghelache Amiras către sfârșitul sec. al XVIII-lea, cuprinzând în 2 incinte locuința, grajduri, magazii, biserică, clopotniță, metereze pe zidurile din cărămidă cu înălțimi de 7 m și  groase de 0,50 m.  
Urme ale vechii construcții se văd și azi, sub numele de  zidurile de la Tătărăști.

## Organizarea vieții cotidiene

### Evoluția așezărilor
Prima așezare umană  a fost cătunul, după denumirea unui mic sat dacic unde se aflau bordee, ușor de abandonat dacă vitregiile vieții o cereau.
După retragerea aureliană, în timpul năvălirilor barbare, locuitorii au preferat să se așeze în special pe văile râurilor sau la poalele pădurilor, datorită faptului că barbarii se temeau să pătrundă în codrii, fiind popoare de stepă.
În secolul al XIII-lea, a avut loc o expansiune a populației dinspre ținuturile montane către Câmpia Română. Atunci s-au format primele așezări pe albia râurilor Teleorman și Vedea,  după care și pe văile râurilor mai mici: Bucovul, Strâmba, Plescarea și Cotmeana.  Când năvăleau dușmanii, locuitorii fugeau și satele erau distruse, după care  se recompuneau  fie pe același loc, fie pe altul.
Satele au apărut din unirea mai multor cătune, cu hotar stabilit de un voievod prin hrisov domnesc.
Particularitățile istorice zonale au dus la apariția satelor domnești care erau oferite de domnitor după bătălii celor care se remarcau în lupte, sloboziile care erau sate cu țărani liberi date de Mihai Viteazul celor scutiți de dări și satelor mănăstirești care erau dăruite anumitor mănăstiri.
Pentru hotărârile  necesare bunei administrări a apărut un organ care s-a numit obște. Satele s-au unit între ele alcătuind uniuni de sate care mai târziu s-au numit comune. Comunele, la rândul lor, au format cnezatele și voievodatele.
În fruntea comunei era un pârcălab ajutat de un sfat comunal (fruntașii satului sau  bătrânii mai înțelepți). După ce pârcălabul a fost numit primar, instituția a fost denumită Primărie.
Între anii 1968 și 2003, Râca a făcut parte din comuna Popești ca sat, alături de Bucov și Adunați.

### Despre locuințe
Odată cu renunțarea la bordei, țăranii au început să-și construiască locuințe de suprafață din nuiele împletite, legate cu lut și acoperite cu paie. Pasul următor a fost construcția de case cu două încăperi și o tindă (încăpere mică la intrare). Ulterior, au apărut dependințele: pătul, fânar, magazie, cotețe de porci și de păsări, grajd de vite.
După  anul 1700, a fost adăugată prispa din fața casei pe care se puneau glastre cu flori, făcută din scânduri și stâlpi de salcâm, ciopliți cu diferite motive populare.
Încăperea cea mai importantă  era așa-zisa odaie, în care țăranii păstrau lucrurile de valoare ca lada de zestre, macatele, păturile și hainele de sărbătoare și unde își primeau musafirii. Ca și materiale de construcție, majoritatea  caselor erau făcute din lați cu pământ frământat și bârne învelite cu șiță, orientate cu fața spre sud. Pentru igienizare, erau văruite de obicei înaintea sărbătorilor de Paște și toamna.
Patul era făcut chiar de localnici din scânduri susținute de pari bătuți în pământ. În perioada rece a anului,  soba era alimentată cu paie de grâu, cu coceni de porumb iar pentru țăranii care aveau posibilitatea, cu lemne.
Animalele mari,  vacile, boii, caii și măgarii,  erau crescute în grajd, făcut din nuiele și nivelat cu pământ, iar  oile și caprele trăiau  în partea rece a anului  în obor care era construit din pari.
Sătenii au folosit gropile pentru a-și păstra  cerealele, apoi au construit  pătule pentru tot satul din pari împletiți cu nuiele și acoperite cu paie. După apariția scândurii, care era accesibilă ca preț, aceasta a devenit materialul cel mai folosit pentru magazii individuale. Ele erau  așezate pe bușteni pentru a fi ferite de atacul rozătoarelor.
Apa necesară  pentru băut, pentru animale, în gospodărie și pentru udatul grădinii, provenea din fântânile săpate  la 20-30 m adâncime și din gâldaie acolo unde apa se găsea la 4-5 m aproape de suprafață.

### Ocupațiile sătenilor

#### Agricultura
Localnicii au preferat pentru cultură următoarele  cereale: grâul, meiul, orzul, ovăzul, secara și sorgul. Porumbul a fost însămânțat în Râca după anul 1656 și  mămăliga din porumb a înlocuit-o pe cea din mei pentru că era mai bună la gust dar și mai hrănitoare.  
Pe văile râurilor se făcea cultura legumelor  pe suprafețe mici de către fiecare familie.
Pentru completarea veniturilor și pentru diversificarea hranei, țăranii se mai ocupau  și cu albinărit, vânat, fabricarea spirtului și rachiului, tăierea lemnelor, diferite meșteșuguri (fierării, cojocării, croitorii, țesătorii, tâmplării, etc.), comerț.
Odată cu dezvoltarea comerțului au apărut  hanuri, adică locuri în care drumeții să poată opri pentru a mânca, a bea și a se odihni peste noapte. În vechea vatră a satului, la Strâmba,  a existat un han încăpător  necesar în special negustorilor care mergeau la Roșiori de Vede.
Tot aici, se schimbau caii poștali care veneau de la Balaci, adică hanul era și cap de poștă. Când  vatra satului Râca a fost mutată și  noua șosea care trece prin Căldăraru a fost  modernizată, hanul si-a pierdut din utilitate.
Pe drumul care mergea la Popești, Miroși și Căldăraru, a mai fost construit un  han la Bucov unde se opreau negustorii care mergeau în târgurile locale pentru a-și vinde produsele în special din grădinărit.
Erau preferate pentru desfacerea produselor Roșiorii de Vede, Pitești, Curtea-de-Argeș și Câmpulung.

#### Banca populară-o necesitate
Din cauza lipsurilor materiale, țăranii se vedeau nevoiți să se împrumute la cămătari cu urmări adesea nefaste pentru că în situația în care datoria nu putea fi achitată din cauza dobânzilor uriașe plăteau urmașii.  
Prima bancă din Râca s-a  deschis la 4 iunie 1904 cu  26 de membri. Dovada faptului că era foarte utilă este creșterea numărului de clienți până la 90 de persoane în primii 2 ani. Țăranii foloseau împrumuturile pentru a  cumpăra animale mari, unelte agricole și își puteau suplimenta cheltuielile pentru evenimente speciale sau pentru întreținerea copiilor la școală. Această bancă a fost desființată în anul 1947 și a fost  înlocuită de o cooperativă  de credit, după modelul vremii. 

### Cultură și spiritualitate
În vecinătatea comunei Râca, la Dulceanca și la Olteni, județul Teleorman, au fost scoase la iveală urme paleocreștine constând în tipare pentru cruciulițe. La  Râca s-au descoperit cruci de lemn cu care se aplica o pecete în formă de cruce pe colacii de la pomeni. Mai târziu, în sec.XIII, Voievodul Seneslau  avea ca ierarh un arhiepiscop în preajma sa, la Argeș.
În anul 1615, localitatea Râca aparținea Mitropoliei de Târgoviște și ieșea în evidență prin cultivarea viței-de-vie din care se obținea vin.
Moșia Râca a ajuns în totalitate în stăpânirea mănăstirii Aninoasa din Muscel prin Tudor vel clucer care a definitivat ceea ce începuse  uncheșul Dragomir în anul 1680.  
La parohia din Râca și la un schit de călugări închinat mănăstirii Aninoasa din Muscel slujea Popa Gheorghe el fiind primul preot atestat în documente (1685).
În secolul al XVII-lea, așa cum arată un document datat 14 iulie 1615, emis de cancelaria lui Radu-Mihnea,  comuna Râca avea un schit de călugări închinat mănăstirii Aninoasa din Muscel. Acesta, împreună cu o parte din case, au fost arse în urma năvălirii hoardelor tătare. În anul 1617, călugării de la mănăstirea Frăsinei au dăruit două icoane pictate pe lemn și le-au  promis sătenilor ajutor pentru ridicarea unui alt schit. Acest lăcaș este format din două chilii și o bisericuță din lemn cu clopotniță. 
Începând cu anul 1868, prin contribuția sătenilor, a fost construită  o biserică cu hramul Sf. Dumitru în partea de  nord-est, lângă Băjenești. Biserica era deservită de  6 preoți și 2 diaconi.
În anul 1810  erau 2 biserici, una în satul Râca-Nouă  cu hramul Sf. Dumitru unde oficiau  6 preoți și 2 diaconi  iar cealaltă în satul Râca Veche cu hramul Sf. Paraschiva . Aceasta din urmă,  fusese construită  pe la anul 1700 din lemn,  așa cum s-a practicat în toată țara,  pe ruinele unei bisericuțe de nuiele și în tinda ei copiii învățau carte.
În partea estică a satului Râca a mai fost construit un alt lăcaș de cult în anul 1868 cu hramul Sf. Voievozi Mihail și Gavriil și Sf. Nicolae.
Un preot, Stan Diaconu, a fost  întemeietorul cătunului  Diaconești  unde,  vreme de 50 de ani începând cu 1750,  a slujit într-o mică biserică din bârne de lemn și cărămidă întemeiată pe urmele unei alte vechi biserici de lemn. Acest cătun a fost nucleul satului Bucov, atestat pe harta Statului Major austriac la 1853.
Viața spirituală a satului în țările române, a depins de implicarea preoților  și a dascălilor de biserică pentru  organizarea șezătorilor  duminicale,  a conferințelor despre creșterea animalelor și a păsărilor, despre diferite culturi agricole și dăunători etc. De asemenea, tot ei consiliau comunitățile în situații delicate. Prima formă de organizare culturală pentru masele populare a constat în înființarea de  cămine culturale în fiecare comună, decizie luată  ministrul Spiru Haret.

## Învățământul de-a lungul vremii

### Școlile și localurile lor
Primele documente atestă că se făcea  carte  în anul 1662,  biserica fiind aceea care îi învăța pe oameni să scrie și să citească.  
Cursurile aveau loc în tinda bisericii (încăpere mică situată la intrare), de la căderea primei zăpezi până primăvara când începeau muncile agricole, copiii fiind obligați să-și ajute părinții, deoarece majoritatea locuitorilor erau țărani nevoiași care munceau ca birnici pe moșiile Câmpineanca și Bellu, sau ca argați pe moșiile Mănăstirii Aninoasa și Pasărea. Ca urmare a situației familiale precare, din înscrisurile păstrate pentru  anul 1862 se remarcă diferența dintre  elevii înscriși care erau  32 și  frecvența de doar  5-6 .
Lipsa localurilor adecvate, perioada scurtă a anului școlar și sărăcia nu erau singurele impedimente în calea învățământului. Regulamentul Organic  din prima jumătate a secolului al XIX-lea, stipula că în școli nu au acces decât copiii târgoveților, în schimb, țârcovnicul era obligat să-i învețe pe copiii satului carte și cântări. Un act normativ important în istoria învățământului românesc a fost legea lui Cuza din anul 1864, prin care învățământul devenea gratuit și obligatoriu.
Tabla de materii pe anul 1838 cuprindea pentru elevii din Râca,  istoria Vechiului și Noului Testament, citire, scriere, catehism, și aritmetică predate de un  învățător plătit modest prin contribuția  țăranilor. Scrierea se făcea la vremea respectivă în lădițe cu nisip sau pe tăblițe de ardezie. Din lipsă de caiete, tăblițele s-au folosit până după cel de-al Doilea Război Mondial.
Primul local de școală pentru comunitatea din Râca, o  casă particulară cu pereții  din nuiele, lipiți cu lut și învelită fiind cu paie, a fost cumpărată de   primărie  în anul 1883.
Atitudinea față de învățământ s-a schimbat odată cu venirea în sat ca învățător a lui Tache Dumitrescu, absolvent de școală normală, care cunoștea bine situația din Râca deoarece era fiu al satului. El și-a dorit construirea unui local de școală adecvat, scop pentru care a sesizat în scris de nenumărate ori prefectul de Teleorman pentru rezolvarea favorabilă a situației.
Primăria a cumpărat pământul și a dat banii necesari la ordinul Ministrului Școalelor, iar învățătorul a făcut planul școlii care avea două  clase încăpătoare, cancelarie și antreu. În timpul Primului Război Mondial, Tache Dumitrescu a fost concentrat, iar în perioada 15 noiembrie 1916 - 20 aprilie 1917 armatele germane au transformat școala în  grajd de cai și dormitoare pentru soldați.  La sfârșitul conflagrației, după restabilirea normalității,  cursurile s-au reluat cu două posturi de suplinitoare, școala a fost  renovată, programele s-au adaptat vremurilor și au fost tipărite manuale noi.
În anii următori, pentru că a crescut numărul de școlari,  s-au  închiriat încă 3 săli de clasă în case particulare, vârsta de școlarizare s-a mărit ca și  numărul de posturi care au fost ocupate de învățători absolvenți ai Școlii Normale.       
În următorul  război mondial, din nou  învățătorii au fost mobilizați pe front  iar clasele de la clasa întâi până la a șaptea  au fost preluate de două  învățătoare în ciuda lipsurilor materiale generate de război și a prezenței slabe pentru că  majoritatea copiilor erau nevoiți să muncească cu mamele pe câmp.
Reforma învățământului din anul 1948 a adus alte reguli în urma cărora, școala din Râca a rămas cu 4 clase față de 7 câte fuseseră înainte. Elevii dornici de progres, susținuți și de o situație materială mulțumitoare a părinților, au plecat la școlile din comunele alăturate, Miroși și Izvorul de Sus, în unele cazuri chiar la Roșiori de Vede sau la  București.
În satul Bucov, ca de altfel în toată țara la începuturi, învățământul s-a făcut în biserică. Nu se cunoaște anul în care a fost  construit primul local, dar sunt date care atestă că în anul 1858 școala existentă atunci a ars din temelii. Colaborarea dintre săteni, Inspectoratul școlar și cadrele didactice a dus la reconstruirea ei. Din anul 1912 satul Bucov  a  avut  o școală nouă cu două clase, similară ca structură celei din Râca. Școala a ființat până în anul 1968 când n-au mai existat suficienți elevi.
Școala din Purcărești a început, de asemenea, modest  într-un local cumpărat de la un locuitor  în anul școlar 1934-1935.  În anul 1937, sătenii au  donat materialele necesare construirii unei școli pe terenul unde ar fi trebuit să existe pătule de rezervă conform  reformei din anul 1864. Această școală  și-a încetat cursurile  în anul 2000 din cauza lipsei de elevi, iar în anul 2006 localul a fost demolat de administrația publică.     
În satul Betegi (Adunați) s-a înființat o școală în anul 1931 cu  clase gimnaziale care s-a desființat în anul 1980, clădirea fiind preluată de  grădiniță .
În satul Râca-Nouă, localul de școală s-a construit  în aceeași perioadă cu cel din Betegi, transformat și el în grădiniță din anul școlar 1999-2000, ulterior demolat.
Localul de școală nou din Râca-Veche  a fost ridicat în anii 1958-1959 prin grija materială  a sătenilor și cu sprijinul Secției de învățământ a raionului Costești.  A necesitat renovare în anul 2000, prilej cu care  s-a mărit numărul de clase de la 4 la 6, banii provenind de la Inspectoratul școlar Argeș.

### Elevii
Primii copii care s-au pregătit  pe lângă biserică au fost fiii de preoți, negustori și târgoveți, mai rar fiii de țărani.
Din punct de vedere legislativ, învățământul primar a fost mai serios reglementat de către Regulamentul Organic  care cerea înființarea de școli pentru fete și băieți în toate capitalele de județ. Câțiva ani mai târziu, a devenit necesară înființarea de școli și la sate.
Prima lege organică a învățământului a avut-o România în anul 1864, numită Legea instrucțiunii publice, iar Constituția din anul 1866 stabilea pentru prima oară gratuitatea și obligativitatea învățământului primar.
Legile existente nu se puteau transpune în realitate din cauza sărăciei, lipsei localurilor de școli, nepăsării claselor bogate dar și a țăranilor. În perioada 1884-1905 numărul  absolvenților a fost foarte mic față de numărul celor înscriși în registrele de evidență, datorită absenteismului. Părinții nu vedeau utilitatea școlii și–și foloseau copiii la munca câmpului sau pe lângă casă. Stăpânirea trimitea călărașii adică soldații călări să-i aducă pe copii la școală  iar  primăria  vătășeii  satului tot cu același scop, uneori  aplicau  amenzi.                                                                                                        După evenimentele din anul 1907,  guvernul a luat măsuri pentru îmbunătățirea  învățământului prin construirea de localuri de școală sătești și condiții mai bune prin ajutoare bănești, material didactic, mobilier școlar și salarii asigurate de stat pentru învățători. A fost o perioadă în care numărul absolvenților  a crescut, copiii veneau la școală în număr mai mare și cu mai mult entuziasm.
Câțiva ani mai târziu, în timpul Primului Război Mondial,  a fost distrusă o mare parte din arhiva școlii din Râca inclusiv  mobilierul care fusese confecționat chiar de învățător.
După Marea Unire de la 1 Decembrie 1918, învățământul a fost reglementat unitar în toată țara prin noile legi de organizare apărute între anii 1924-1928. O altă perioadă benefică pentru învățământul românesc a fost cea interbelică prin dezvoltarea  rețelei  școlilor de toate gradele,  inclusiv școli de meserii și facultăți. A urmat o etapă de dezvoltare și în Râca, cu construcții de localuri de școală, cu creșterea numărului de cadre calificate necesare pentru  efectivele de elevi care frecventează școala cu regularitate. Satul Băjenești a avut  școală din anul 1935, cu un  local propriu din anul 1936. La școala Râca-Veche, în premieră, a funcționat și o școală de fete (1921-1924), într-o casă închiriată. Tinerele  înscrise,  60 la număr,  învățau aceleași obiecte de studiu care se predau la școala de băieți, dar, în fiecare zi, se făceau și lucrări manuale specifice gospodinelor precum: croitorie, cusături naționale, împletituri ș.a.
La sfârșitul celui de-al Doilea război mondial, situația  generală a României s-a înrăutățit profund din cauza efortului material datorat despăgubirilor de război plătite  timp de 20 de ani U.R.S.S. Ca urmare a acestui fapt,  învățământul  a înregistrat  un mare regres. O reformă  din anul 1948 a impus propaganda comunistă  și în școală. Pe lângă nedreptățile  sociale și politice la care au fost supuși intelectualii țării în urma unor procese părtinitoare care au avut ca urmare întemnițarea lor în pușcăriile comuniste, mulți dintre  ei decedând în condiții mizere, unele cadre didactice au fost scoase din învățământ și înlocuite cu politruci care nu erau pregătiți pentru a preda. Prima măsură care a fost luată în comuna Râca, a fost desființarea celor șapte clase gimnaziale din care au rămas patru clase primare. Pentru clasele a -V-a - a-VII-a,  elevii din Râca au plecat la școlile din Izvorul de Sus și Miroși.  Reforma din anul 1948 mai prevedea și ca învățământul să fie obligatoriu; din anul școlar  1951-1952  toți copiii din comună au fost înscriși la școală. Nevoia de spațiu a fost rezolvată prin închirierea a două camere în case particulare iar un local propriu a fost dat în folosință în anul 1959 când în vechiul  local au rămas doar elevii din ciclul primar. După interzicerea avorturilor din anul 1967, numărul de copii aproape s-a dublat, clasele V-VIII au preluat și copiii de la școlile de 4 ani  Râca-Nouă, Bucov, Adunați și Purcărești.
Din punct de vedere social,  structura  satului a cunoscut schimbări radicale:  în anul 1959 s-a  înființat gospodăria colectivă Drumul lui Lenin cu pământul și uneltele țăranilor  care au fost trecute în proprietate colectivă. Țăranii au început să lucreze la stat pentru salarii foarte mici. În contextul învățământului gratuit și al  burselor sociale pentru elevii cu o stare materială proastă,  școlile și-au adaptat programa în raport cu evoluționismul despre lume și viață iar dintre limbile străine a fost preferată  limba rusă. O caracteristică a perioadei comuniste  a fost introducerea practicii agricole, care pentru elevii de la țară se prelungea până spre 15 noiembrie, timp în care nu mergeau la ore.   
După schimbările politice din anul 1989, școala românească s-a confruntat cu o seamă de probleme datorate fondurilor insuficiente, discrepanței dintre manuale și programe, obligativitatea învățământului s-a diminuat. Numărul  de elevi a scăzut simțitor ca urmare a  liberalizării avorturilor, iar condițiile grele de viață au făcut ca și rezultatele școlare să ajungă mediocre. La Râca, prima schimbare majoră a fost desființarea școlilor de 4 ani de pe raza comunei pentru că satele aveau prea puțini elevi și mutarea celor existenți la școala Râca-Veche. Programele și manualele  au fost despărțite de politică, s-a renunțat la organizațiile copiilor de pionieri și șoimii patriei, religia a fost reintrodusă.

### Învățământul complementar
Ca urmare a recensământului din anul 1891, județul Teleorman avea 85,1% dintre bărbați și 96,3% dintre femei analfabeți. Locuitorii, ei înșiși lipsiți de educație, își trimiteau cu greutate copiii la școală din cauza sărăciei, dar și ca urmare a lipsei de localuri. Situația dezastruoasă datorată numărului nefiresc de mare de analfabeți, l-a determinat pe ministrul Petru  Poni să înființeze în mediul rural  școlile de adulți prin Legea învățământului din anul 1896. La Râca, legea s-a pus în practică  de către învățătorul Tache Dumitrescu în anul 1902.
Față de situația existentă la sfârșitul secolului al XIX-lea, după  23 August 1944 număr  de analfabeți scăzuse la cca 30%. Pe lângă fiecare școală s-au înființat cursuri serale de alfabetizare  predate gratuit de către învățători care erau obligați să convingă  adulții să vină la școală. Uneori, învățătorii se deplasau la domiciliul cursanților pentru a le preda.

### Legislație, inventare, cadre didactice
Clerul care se ocupa cu luminarea poporului, trebuia să fie el însuși bine pregătit, motiv pentru care,  domnitorul Constantin Mavrocordat a cerut să se înființeze școli pentru preoți și prin toate mănăstirile să fie dascăli și elevi la învățătură.
În secolul al XIX-lea, învățătorii erau absolvenți de Școli normale, înființate de Ion Maiorescu care a dezvoltat o activitate susținută pentru  organizarea școlilor de toate categoriile.
O statistică din anul 1864, anul în care domnitorul Alexandru Ioan Cuza a promulgat Legea instrucțiunii publice,  a numărat  2 665 de școli primare sătești cu câte un singur învățător, număr insuficient pentru a putea pregăti toți copiii români. Titu Maiorescu și Dimitrie Sturza au dorit să aplice gratuitatea și obligativitatea învățământului, dar, lipsa  fondurilor care nu erau alocate de către  guverne a încetinit mult procesul.
Un ministru eficient al instrucțiunii publice a fost Take Ionescu, datorită căruia, în urma  reformei din anul  1893 numărul școlilor rurale a crescut de la 3149 la 3446 unde învățau 184 403 de băieți  și 33 756 fete.
În perioada în care numărul  învățătorilor  pregătiți nu era suficient pentru școlile rurale din Muntenia, sub domnia lui Al. Ghika și cu concursul învățatului Petru Poenaru se pregăteau învățători  din rândul paraclisierilor cu înclinații spre lucrul cu elevii.
Petru Poni, Ministru al Cultelor și Instrucțiunii, a fost preocupat de necesitatea  construirii de localuri școlare. În felul acesta a dat Legea Casei Școalelor  în anul 1896 care susținea și editarea de manuale.
Structura învățământului, dotarea lui materială, au depins de evoluția politică a țării. Cu începere din anul școlar 1919-1920 până în anul școlar 1947-1948 s-a trecut la învățământul de 7 ani. După  cel de-al doilea Război mondial, statul comunist român a implementat o reformă a domeniului învățământ  în anul 1948 după care, predarea la clasă s-a făcut cu metode sovietice. O schimbare pozitivă a avut loc în anul școlar 1961-1962 când în școala generală  s-a trecut de la șapte la opt clase  generale obligatorii. Câțiva ani mai târziu, în  1968, a fost promulgată o lege în baza căreia  s-a introdus școlarizarea obligatorie de 10 ani pentru toți elevii. O noutate a fost introducerea pregătirii tehnico-productive  ca disciplină de învățământ din anul școlar 1970-1971. Informarea politică, o oră pe săptămână  era obligatorie în sistemul comunist; ea se făcea în ora de dirigenție o oră pe săptămână, alternativ cu dirigenția iar pregătirea pentru apărarea patriei o dată la două săptămâni.  
Dotarea școlii cu mobilier și material didactic era precară la sfârșitul secolului al- XIX-lea: în anul școlar 1893-1894 existau în inventarul școlii 3 bănci, 1 masă, 1 tablă, 1 dulap, 1 ulcior pentru apă, 2 hărți ale județului Teleorman, 1 hartă a României, 8 hărți ale globului. La inventarul din anul școlar 1907-1908 au mai apărut: 1 termometru, 1 metru liniar, 1 echer de lemn, 4 corpuri geometrice, 1 compas de lemn. Situația s-a îmbunătățit în perioada 1923-1924 când în școală se aflau 50 de bănci școlare, 2 table negre,  2 catedre pentru cele două săli de clasă, 1 masă pentru cancelarie, 3 scaune, 1 dulap, 7 hărți geografice, 20 tablouri istorice, 6 tablouri geografice, 20 de corpuri geometrice. Pe măsura creșterii numărului de clase, Casa Școalelor  a pus la dispoziția învățământului din comună alte  bănci,  material didactic intuitiv,  un război de țesut, unelte de tâmplărie, unelte de pomicultură și stupi de albine, fără insecte. Dezvoltarea învățământului în deceniul opt al secolului trecut, a dus la modernizarea școlii care a primit: 40 de bănci, 15 mese pentru  laboratorul de  fizică, 10 mese pentru laboratorul de chimie, 6 catedre, 6 table negre de scris, 2 picupuri, 1 magnetofon, 1 televizor, 6 truse de fizică, 10 truse de biologie, 1 trusă de chimie, 23 de discuri, iar ca material sportiv: cronometru, ruletă, bancă clasică gimnastică, 10 mingi de handbal, 10 mingi de fotbal, 5 saltele cu huse pentru gimnastică, 2 seturi de diapozitive.
În școala Râca-Veche au devenit funcționale după anul 1970  cabinete de limba română și limbi străine, matematică-fizică, biologie-chimie și istorie-geografie.
Schimbările politico-economice din anul 1989  au dus la deteriorarea învățământul în toată țara. Abia după anul  2000, localul de școală s-a modernizat, s-a introdus apa în clase, școala a fost înzestrată cu mobilier nou, bănci, catedre, table de scris, cărți și calculatoare.       
În ceea ce privește pregătirea dascălilor și posibilitățile  lor materiale, continuând o situație preexistentă,  Regulamentul Organic stipula, la art.362, cap. al VIII-lea că țârcovnicul avea datoria de a-i învăța pe copiii satului carte și cântări. Primul învățător al comunei absolvent de școală normală a fost Tache Dumitrescu. Dedicat meseriei alese, a insistat pentru  construirea unui local de școală și pentru dezvoltarea culturală a satului. După Primul Război Mondial, noutatea a fost înființarea unei  școli de fete.
Dascălii de biserică, primii care au oferit copiilor cunoștințe elementare, au fost oameni de condiție materială modestă, sau chiar săraci. Mai târziu, bunăstarea cadrelor didactice nu a fost o prioritate pentru cârmuitorii țării. Se puteau întreține doar învățătorii care aveau pământ, întrucât erau plătiți de către oamenii din comună, statul nu le acorda salarii. Învățătorul Tache Dumitrescu, bun gospodar, a depășit media pentru că avea cunoștințe în mai multe domenii: și-a construit singur casa, a muncit atât pământul său cât și pe al școlii, putea lucra tâmplărie, pomicultură, albinărit. Locuitorii au deprins de la el altoiul și boștinăritul pe baze moderne.

### Alte sarcini ale cadrelor didactice
Activitatea extrașcolară a constat în munca metodică și activitatea cultural-artistică. Munca metodică viza studiul individual, cercurile pe obiecte, comisiile metodice, lecțiile deschise, excursiile cu elevii, inspecțiile ș.a.
Ca urmare a evoluției societății, învățătorii au înființat cercul cultural Alexandru Depărățeanu  în anul 1900 la care au aderat cadrele didactice din șapte comune, cu sediul la Siliștea-Gumești.  În acest cadru, s-au ținut conferințe  pe teme de interes local legate de creșterea și îngrijirea vitelor, a viermilor de mătase, igiena publică și privată, s-au predat informații despre meserii precum tâmplăria, fierăria, cojocăria, pielăria, albinăritul.
Învățătorii au fost răspunzători pentru  înființarea  de case de economii și bănci populare sătești și pentru abonarea țăranilor la ziare. Tache Dumitrescu a înființat banca populară Dezrobirea la 4 iunie 1904, care a avut un început modest cu 6 membri și un capital de 60 000 lei.
Căminul cultural Gheorghe Lazăr , apărut în anul 1935, l-a avut ca prim coordonator pe același cadru didactic. Viața comunității s-a animat cu serbări duminicale, conferințe, formații de cor, de teatru ș.a. Penescu Athanasie, al doilea director al căminului cultural,  a fost arheolog cu vocație și istoric.  El a scos la iveală cetatea dacică din Tudoria și a organizat un muzeu al satului în localul noului cămin cultural. Aici erau expuse  ceramică din neolitic, ciocane, vârfuri de săgeți, unelte de silex, râșnițe, podoabe, colecții numismatice, iar din perioada mai apropiată fote și ii etc.
După momentul de cotitură în istoria țării care a avut loc la 23 August 1944, cadrele didactice au devenit un fel de propagandiști ai  regimului comunist, subiectele tratate în cadrul  conferințelor fiind noile hotărâri de partid și de stat privind cooperativizarea agriculturii și naționalizarea principalelor mijloace de producție.  Nou-înființatul cinematograf  sătesc rula filme care prezentau  realități  din U.R.S.S. explicate sătenilor și elevilor de către cadrele didactice. Tot cadrele didactice erau folosite  la recensământul populației și al animalelor, la scoaterea țăranilor dimineața foarte devreme pentru a merge la muncile agricole,  organizau în sat cercuri de citit unde  țăranii veneau în scop propagandistic și erau obligați să participe la  activități politice, ședințe de partid, U.T.C., pionieri etc.

### Asociații în timpul liber
Școlile au fost direcționate de regimurile politice către  implicarea  elevilor în diferite structuri cu caracter civic. După cucerirea independenței de stat (1877) s-a înființat organizația Micii Dorobanți care cultiva patriotismul și pe eroii care au căzut în lupte. Un alt tip de organizație,  Cercetașii, condusă tot de învățător, se ocupa în mod special de educația fizică și de viața morală. Cercetașii au format Marea Legiune a Țării, organizată pe schemă militară și având caracter internațional. Între cele două războaie mondiale, s-a considerat oportună înființarea Străjeriei, condusă de regele Carol al-II-lea, în cadrul căreia tinerii erau pregătiți pentru luptă. În perioada comunistă, elevii au fost cuprinși obligatoriu în următoarele organizații: Șoimii patriei formată din copiii între 4 și 7 ani  (1974), Organizația pionierilor, înființată în anul 1949 după model sovietic, pentru școlarii între 7 și 14 ani și Organizația de U.T.C. cu tinerii între 14-26 ani. Aceste structuri pe de o parte educau viitorii adulți în scopul dragostei față de muncă, sport, natură, respectului  datorat valorilor perene ale neamului românesc, iar pe de alta impuneau acceptarea ideologiei tipic comuniste. 

### Instruirea pentru producție
Pentru Râca, de numele învățătorului Tache Dumitrescu se leagă  începuturile practicii agricole și a lucrului manual. O măsură care a venit în sprijinul acestor activități a fost cedarea de către Casa Școalelor  a 2 ha de pământ și țarină pentru grădina de legume (1907).
La orele de lucru de mână către sfârșitul sec. al-XIX-lea,  fetele executau cusături naționale, croitorie, țesătorie, împletire, cunoștințe care urmau să le fie de folos în viața lor de gospodine. Baza materială cuprindea  război de țesut, fuse, foarfeci și alte obiecte de croitorie și țesătorie. Pentru băieți, existau o tejghea de tâmplărie, rindele, gealău, fierăstraie. În anul școlar 1940-1941 școala a mai primit încă 8 ha de pământ și practica s-a axat mai mult pe lucrări agricole, fiind preferată cultivarea porumbului, cereală caracteristică zonei.
După reforma învățământului din anul 1971 inventarul școlii  a crescut cu 3 mașini de cusut, 5-6 tejghele de tâmplărie, bancuri de scule, trusă de scule, fierăstraie ș.a. Practica agricolă, în afară de cea de la începutul anului se făcea pe parcela școlară  unde fiecare clasă cultiva ceapă, usturoi, roșii, varză și unde  s-au confecționat  un solar și o răsadniță pentru obținerea timpurie a legumelor. Copiii sub îndrumarea cadrelor didactice, au plantat pomi fructiferi, cei mai mulți fiind pruni altoiți. Fiecare școală din mediul rural era obligată să  crească viermi de mătase, motiv pentru care atât în curtea școlii cât și în grădină, s-au plantat  duzi pentru frunză, care era  hrana preferată pentru viermi.

### Biblioteca școlară
Indispensabilă procesului de învățământ, biblioteca a pus la dispoziția elevilor și a cadrelor didactice cărți de beletristică, științifice, de cultură generală, cărți politice, manuale școlare, cărți de pedagogie și psihologie pentru profesori și învățători.
Evoluția sa a fost în ton cu perioadele istorice traversate.  În anul 1905 existau 184 de cărți și 29 de cititori, iar în anul 1911, 190 de cărți și 35 de cititori. Cărțile se tipăreau greu în acea perioadă și ajungeau prin Casa Școalelor care le plătea din bugetul propriu, provenit exclusiv din donații. În anul școlar 1940-1941, existau în bibliotecă 240 de volume. După război, când s-a schimbat regimul politic, s-a renunțat la mare parte din ele, sub motiv că sunt cărți burghezo-moșierești. O creștere semnificativă a numărului de cărți trimise de  Inspectoratul școlar Teleorman s-a produs după anul 1954. Cărțile erau livrate lunar, în anul 1970 școala având aproape 2500 volume. Inițial, funcția de bibliotecar o deținea profesorul de limba română, fără recompensă materială.
Altă schimbare politică, cea din anul 1989, când fondul bibliotecii ajunsese la  3500 de volume, a dus la încetarea creșterii colecției de  cărți din lipsă de fonduri. Austeritatea pentru bibliotecă a durat până în anul 2006, când, Inspectoratul școlar a început s-o aprovizioneze iar cu cărți plătite direct de Ministerul Învățământului. Biblioteca comunală a primit între anii 1950-1970 peste 12 000 de volume, plus  colecții de ziare și reviste care au ajutat comunitatea în ansamblul ei, deci și procesul educativ. 

## Personalități (alfabetic)
- Marian Ciobanu. Absolvent al Facultății de Filologie București (1978), profesor de limba română, autor al lucrării Marin Preda-monografie sentimentală, președinte al Societății culturale italiene Dante Alighieri, filiala Pitești.
- Eugen Popescu. Absolvent al Liceului Militar Breaza, licențiat al Colegiului de Medicină Tradițională din Canada, al Facultății de Educație Fizică și Sport și al Colegiului Național de Apărare. Și-a desfășurat activitatea ca director al Agenției de presă Romanian Global News.
- Polina Gheorghe. În București, după  Facultatea de muzică și un masterat, a urmat Facultatea de istorie. Interpretă de folclor, a înregistrat mai multe CD-uri cu muzică populară locală, este redactor muzical la Radio Cultural București, crainic la emisiunea Viața satului,  realizator de programe la emisiunea Antena Satelor.
- Ilie I. Stănculescu  (1909-1985) a fost  membru în Consiliul de conducere și de coordonare al Ministerului Învățământului, autor de manuale. Absolvent al Școlii Normale din Câmpulung-Muscel și al Facultății de Pedagogie și Psihologie, a predat ca învățător apoi ca profesor la Școala de aplicație de pe lângă Școala Normală Carol întâi unde a devenit director (1947-1978), după care a fost  lector universitar la Institutul Pedagogic din Pitești.  
- Paul E. Sterian (n. 1946). Absolvent al Școlii Pedagogice din Câmpulung, apoi al Facultății de Electronică și Telecomunicații din cadrul Universității Politehnice, București (1971), Doctor în fizică (1977), Doctor Honoris Causa al Universității din Pitești (2004). A făcut parte din colectivul de conducere al Academiei Oamenilor de Știință, a fost director al Departamentului de Fizică al Universității Politehnica București și al  Centrului Universitar de Inginerie Optică și Fotonică.  Este autorul a 23 de cărți și 175 de articole științifice, are 4 brevete de invenții. A obținut, premiul I pe țară pentru creativitate  științifică și tehnică (1981) și premiul Academiei Române pentru laseri și optică neliniară (1983).

## Rîca prezentată de Marin Preda în romanul Moromeții
Scriitorul Marin Preda s-a născut în comuna Siliștea-Gumești, județul Teleorman,  localitate din care a făcut parte o bună perioadă de timp, Râca.
Romanul Moromeții este, în special în cel de-al doilea volum, o oglindă a situației sociale a oamenilor din Râca. Sunt prezentate satul și împrejurimile lui, toponimia locurilor este recognoscibilă: Atârnați, Balaci, Ciolănești, Cățelești, Cotocești, Miroși, Mozăceni, Măldăieni,  Popești-Palanca, Răteasca, Tătărăști, Vârtoapele, Zâmbreasca. Câmpul dintre Râca și Siliștea-Gumești numit Pământuri este, în roman, locul unde  mergea Niculae cu oile iar Cotigeoaia era numele  câmpului și al pădurii dinspre sud de sat. Obiceiurile ancestrale, ritualurile dar și rutina zilnică a țăranilor, fac parte din evenimentele prezentate în roman. Numele de familie Moromete aparține mai multor familii din acest areal fapt dovedit de existența actelor de stare  civilă.